# Jumbotrón

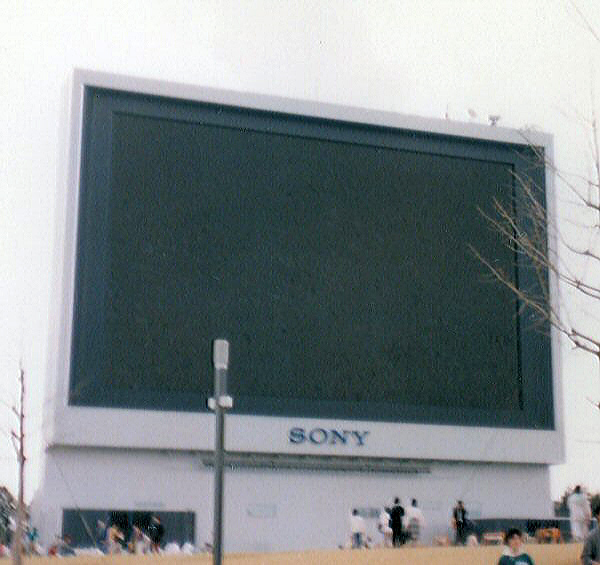
El Sony Jumbotrón hizo su debut en la Feria Mundial de 1985.

Jumbotrón, a veces denominado Jumbovisión, es un televisor de pantalla grande que utiliza la tecnología desarrollada por Sony, típicamente utilizada en estadios deportivos y salas de conciertos para mostrar imágenes de cerca del evento. Aunque Jumbotrón es una marca registrada propiedad de Sony Corporation, Sony dejó de fabricar los dispositivos bajo ese nombre en 2001 y la palabra jumbotrón se ha convertido desde entonces en una marca generalizada.

## Diseño
Fabricado por Sony, el Jumbotrón es reconocido como una de las más grandes pantallas de vídeo sin proyección nunca antes fabricadas. Originalmente, no era una pantalla LED ya que los LEDs azules no estaban disponibles en ese momento, y los únicos LED verdes disponibles eran de la variedad tradicional amarillo-verde, que no eran adecuados para una pantalla RGB. Cada pantalla constaba de múltiples módulos compuestos por 16 o más pequeños CRT (tubo de rayos catódicos), cada uno de los cuales incluía de 2 a 16 píxeles compuestos de fósforos rojo, verde y azul. Sony presentó una de las primeras versiones en la Feria Mundial de la Expo '85 en Tsukuba. En realidad, Mitsubishi Electric fue el pionero en el desarrollo de pantallas de video a gran escala, habiendo comenzado a fabricar e instalar sistemas de visualización a gran escala Diamond Vision en 1980. Ese año, la primera placa Diamond Vision fue presentada en 1980 durante el Juego de las Estrellas.
El director creativo de Sony, Yasuo Kuroki se acredita el desarrollo de la Jumbotrón. Eventualmente, los sistemas Jumbotrón adoptaron la tecnología LED como azul y verde puro después de que los LED fueran desarrollados. Los sistemas basados en LED tienen aproximadamente 10 veces la vida útil de los sistemas basados en CRT, una razón clave para el cambio.

## Implementaciones

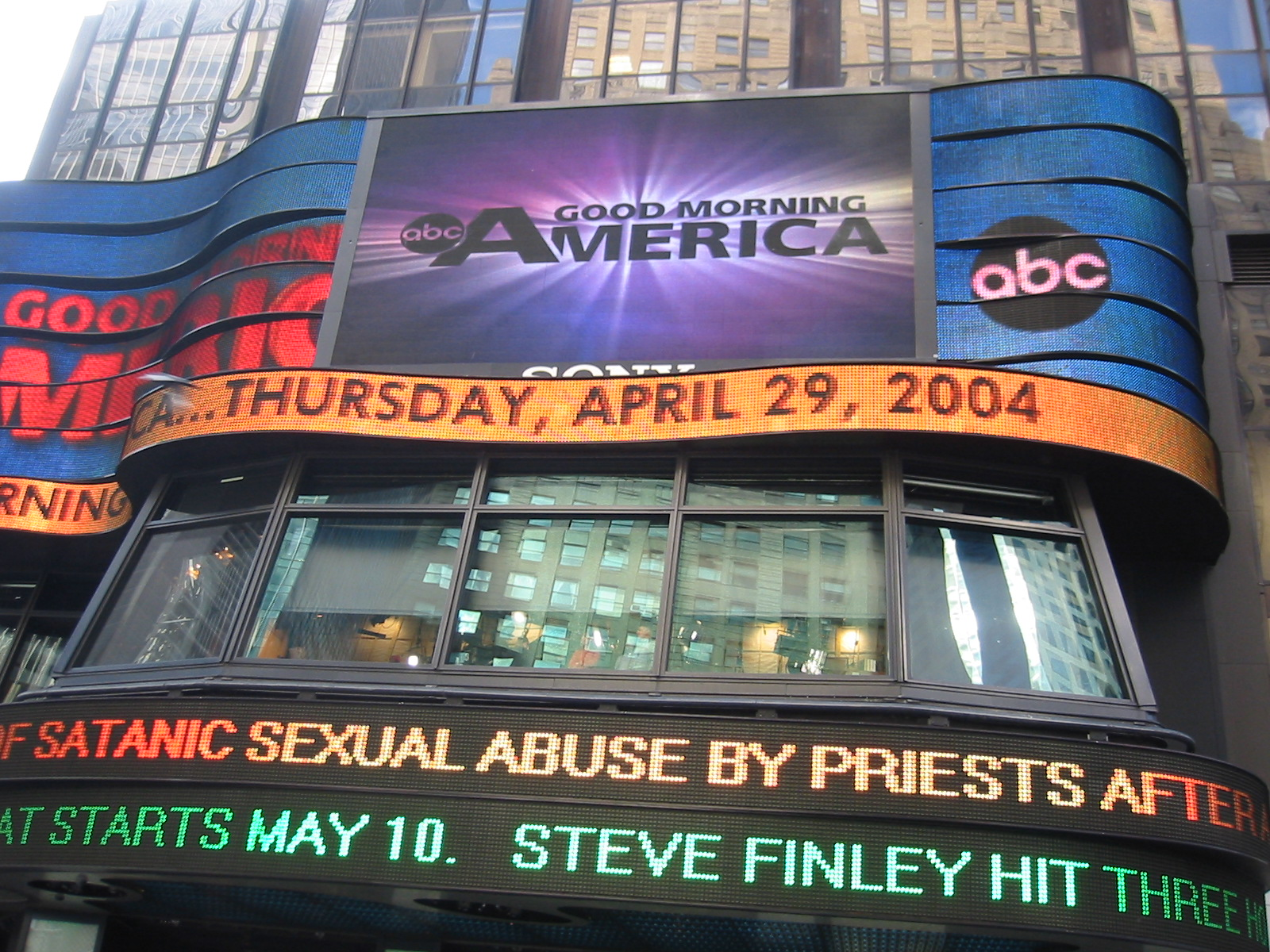
ABC Super Sign en Times Square fue un Sony Jumbotrón muy grande. Esta unidad fue sustituida más tarde por una pantalla LED de Mitsubishi Electric.

Mientras que el Jumbotrón y similares pantallas eran físicamente grandes, a menudo eran bajos en la resolución de pantalla. El Jumbotrón en el ahora demolido Tampa Stadium en Tampa, Florida, midió 30 pies (9 m) en diagonal con una resolución de sólo 240×192 píxeles, muy por debajo de la resolución VHS. El tamaño de la pantalla varía según el lugar. La pantalla introducida en 1985 era de 40 metros de ancho por 25 metros de altura. Las pantallas nuevas basadas en LED tienen un orden de magnitud mayor que la resolución temprana de Jumbotrón a una fracción del costo. Por ejemplo, en el estadio AT&T de los Cowboys de Dallas, la popular pizarra de video de centro-colgada es de 72 pies de alto y 160 pies de ancho (22 m x 49 m), mostrando HDTV a 1920x1080 de resolución, 45 veces más píxeles.
El mayor Jumbotrón en uso se localizó en SkyDome (ahora Rogers Center) en Toronto, Ontario, y midió 10 m de alto por 33,5 m de ancho (33 pies×110 pies) a un costo de US $17 millones. En comparación, un sistema LED de tamaño similar vendido hoy costaría alrededor de $ 3 millones. El Jumbotrón de Rogers Center fue reemplazado en 2005 por un Daktronics ProStar como parte de un proyecto de revitalización del estadio.